# Каллахан, Гарри
Гарри Каллахан (англ. Harry Callahan; 22 октября 1912, Детроит, Мичиган, США — 15 марта 1999, Атланта, Джорджия, США) — американский фотограф и педагог.

## Биография
Каллахан родился и вырос в Детройте. Обучение проходил в университете штата Мичиган изучая технику. После чего в 1934 году устроился на автомобильный завод Крайслер, на котором проработал до 1944 года. Параллельно в 1938 году Каллахан проявил интерес к фотографии. В 1941 году Гарри прослушал лекцию Анселя Адамса и посетил его выставку, после чего Адамс стал для него настоящим образцом. Каллахан стал делать свои первые снимки используя широкоформатную камеру. В 1946 году Каллахан преподавал в Институте дизайна в Чикаго, а в 1949 году стал директором его департамента фотографии. В эти годы он сблизился с Хуго Вебером, Мис ван дер Роэ, Аароном Сискиндом и Эдвардом Стейхеном. В 1961 году Каллахан стал директором департамента фотографии в школе дизайна в Провиденсе, штат Род-Айленд.